# Лоткова, Мария Фёдоровна
Мария Фёдоровна Лоткова (укр. Марія Федорівна Лоткова; ? — не позднее 2008) — украинская советская деятельница сельского хозяйства. Звеньевая свёклосовхоза «Фёдоровский» в Великобурлукском районе Харьковской области. Герой Социалистического Труда.

## Биография
Мария Лоткова работала в свёклосовхозе «Фёдоровский», главная усадьба которого находилась в посёлке Фёдоровка. По состоянию на 1947 год была звеньевой, в том же году свёклосовхоз собрал большое количество зерновых культур, звено Лотковой собрало более 35,7 центнеров озимой пшеницы с гектара на общей площади в 8 гектаров.
За «получение высоких урожаев пшеницы, ржи и сахарной свёклы при выполнении совхозами плана сдачи государству сельскохозяйственных продуктов в 1947 году и обеспеченности семенами зерновых культур для весеннего сева 1948 года» Президиум Верховного совета СССР указом от 30 апреля 1948 года присвоил Марии Лотковой звание Героя Социалистического Труда с вручением ордена Ленина и медали «Серп и Молот». Кроме неё, звание героя получили ещё семь рабочих свёклосовхоза, звеньевые: Александра Сичкарева, Мария Чернецкая, Евдокия Шевченко, Екатерина Шибанова, а также директор Фёдор Фальберт бригадир полевой бригады Прокофий Коленько и старший механик Трофим Скрынник.
Мария Лоткова скончалась не позднее 2008 года.
В указе о присвоении звания Героя Социалистического Труда указана Мария Фёдоровна Лоткова, такое же имя указано в энциклопедическом издании «История городов и сел Украинской ССР», однако в краеведческих трудах А. П. Диканя и Клавдии Оковитой её называют Марией Федотовной Лобановой.

## Награды
- Герой Социалистического Труда (30.04.1948)
- орден Ленина (30.04.1948)
- медаль «Серп и Молот» (30.04.1948)